# Ngã ba Giồng

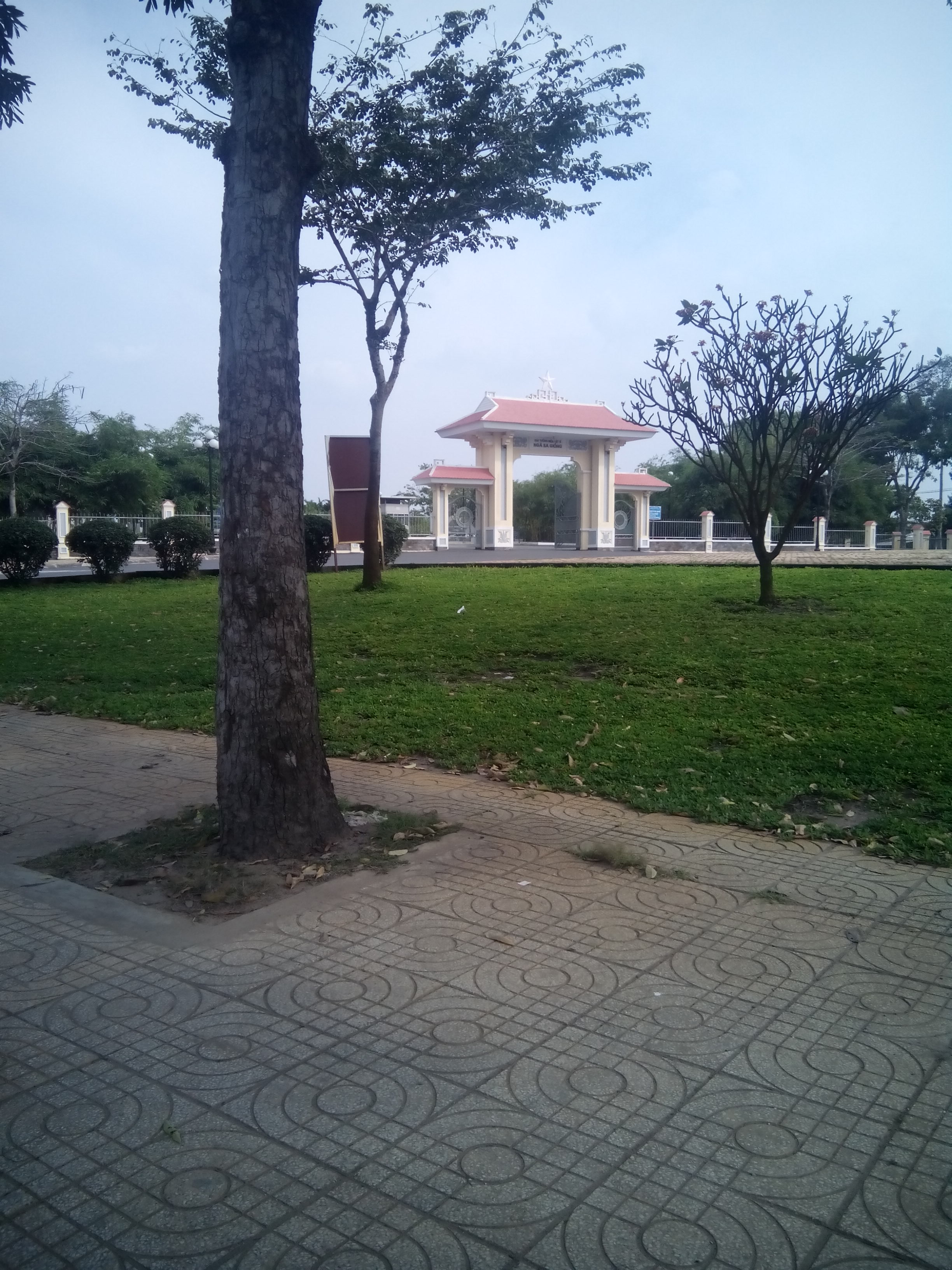
Ngã Ba Giồng, Hóc Môn

Ngã ba Giồng là một khu đất gò có diện tích khoảng 10 hecta, tọa lạc ở xã Xuân Thới Thượng, huyện Hóc Môn, Thành phố Hồ Chí Minh (xưa thuộc làng Xuân Thới Tây).

## Lịch sử
Tại khu vực Ngã ba Giồng đã diễn ra sự kiện nhân dân Hóc Môn và Chợ Lớn, Gia Định, Sài Gòn vùng lên đêm 22 rạng sáng ngày 23 tháng 11 năm 1940 trong cuộc Khởi nghĩa Nam Kỳ. Cũng chính nơi đây từ sau ngày 23 tháng 11 đến ngày 31 tháng 12 năm 1940 đã trở thành trường bắn của thực dân Pháp. Theo báo cáo chính thức của Thống đốc Nam Kỳ thì riêng vùng Chợ Lớn, Gia Định, Sài Gòn, Biên Hòa, Tây Ninh, Thủ Dầu Một, thực dân Pháp đã bắt và xử bắn 903 cán bộ, đảng viên, nhân dân đã tham gia cuộc khởi nghĩa, trong đó có Nguyễn Văn Cừ nguyên Tổng Bí thư của Đảng Cộng sản Việt Nam, Phan Đăng Lưu nguyên Ủy viên Trung ương Đảng, Nguyễn Thị Minh Khai nguyên Bí thư Thành ủy Sài Gòn - Chợ Lớn, và Võ Văn Tần nguyên Ủy viên Ban chấp hành Trung ương Đảng.

## Xếp hạng di tích
Ngày 30 tháng 12 năm 2002, Di tích lịch sử Ngã Ba Giồng được xếp hạng Di tích Lịch sử Quốc gia theo Quyết định số 39/QĐ-BVHTT của Bộ Văn hóa và Thông tin.. Ngày 30 tháng 4 năm 2005, Khu Tưởng niệm liệt sĩ Ngã Ba Giồng được khởi công xây dựng lại trên tổng diện tích quy hoạch 73.708 m². Trong đó bao các công trình chính như: Đền thờ, nhà truyền thống, quảng trường, các cụm tượng đài, hệ thống cây xanh, hồ phun nước, sảnh chính… Công trình cơ bản hoàn thành giai đoạn 1 vào ngày 23 tháng 11 năm 2010.
Hiện nay, nơi đây là khu tưởng niệm lịch sử của Đảng bộ và nhân dân Sài Gòn - Gia Định trong hai cuộc kháng chiến chống ngoại xâm. Khu di tích hiện đang lưu trữ những hiện vật, hình ảnh lịch sử về những con người, vùng đất của cuộc Khởi nghĩa Nam Kỳ 1940.